# Monti Timani
I Timani (in russo Тиманский кряж?, Timanskij krjaž) sono una catena montuosa della Russia, situata nella Repubblica dei Komi.
Si trovano nel nord-est del bassopiano sarmatico e si estendono dalla baia della Čëša, del mare di Barents, verso sud-est fino alle sorgenti del fiume Vyčegda, dividendo il bacino della Dvina settentrionale da quello della Pečora. La lunghezza della cresta, che si divide in settentrionale, centrale e meridionale, è di circa 900 km. È caratterizzata da modesti rilievi e costituisce la sorgente di vari fiumi, come Ižma, Vym', Tobyš e Mezen'.
- La parte settentrionale è delimitata dalla valle del fiume Mezenskaja Pižma e costituita da basse creste come il Kosminskij Kamen', la cui altezza raggiunge i 303 m. Si trova in una zona di tundra e foresta-tundra.
- La parte centrale, delimitata dalle valli dei fiumi Mezenskaja Pižma e Pižma, è la più elevata della catena e il punto più alto è il Četlasskij Kamen' (471 m).
- La parte meridionale è un altopiano, sezionato da valli fluviali (altezze fino a 300-350 m). Si trova all'interno della taiga.

## Risorse minerarie
Sedimenti di minerali di titanio, bauxite, agata associata a basalti devoniani; giacimenti petroliferi (vicino a Uchta e Lajavož), gas, bitume e scisti bituminosi, torba, pietre da costruzione.